# Park Tae-joon
Park Tae-joon (em coreano:  박태준; Ulsan, 6 de junho de 2004) é uma taekwondista sul-coreano.

## Carreira
Em 2016, Park ganhou uma medalha de ouro no Torneio Aberto da Rússia na categoria peso mosca masculino cadete (-37 kg). Em 2019, Park ganhou uma medalha de ouro no Campeonato Asiático Júnior no evento peso-fino masculino júnior (-45 kg).
Em 2022, Park ganhou sua primeira medalha de ouro na categoria Sênior no Campeonato Asiático de Taekwondo de 2022 no evento peso-fino masculino (-54 kg). Ele também ganhou medalhas de ouro naquele ano no Torneio Aberto de Taekwondo da Coreia realizado em Chuncheon, no evento peso-fino masculino (-54 kg), e no Grand Prix Mundial de Taekwondo de 2022 realizado em Manchester, no evento peso-mosca masculino (-58 kg).
Em fevereiro de 2023, Park ganhou uma medalha de ouro no Torneio Aberto de Taekwondo do Canadá realizado em Vancouver, no evento peso mosca masculino (-58 kg). Em março, ele ganhou uma medalha de ouro no Torneio Aberto de Taekwondo dos EUA realizado em Las Vegas, no evento peso mosca masculino (-58 kg). Mais tarde, ele ganhou uma medalha de ouro no Campeonato Mundial de Taekwondo de 2023 em junho, seu primeiro Campeonato Mundial de categoria sênior no evento peso fino masculino (-54 kg). Ele recebeu o prêmio de jogador mais valioso masculino, como um reconhecimento por seu excelente desempenho durante o Campeonato.
Em outubro de 2023, Park participou da Série 3 do Grand Prix Series e ganhou uma medalha de bronze após perder uma luta de 2-1 contra Mohamed Khalil Jendoubi. Nos Jogos Olímpicos de Verão de 2024, em Paris, conquistou a medalha de ouro na categoria de até 58 kg masculino.